# Wilcoxius planus
Wilcoxius planus là một loài ruồi trong họ Asilidae. Wilcoxius planus được Scarbrough & Perez-Gelabert miêu tả năm 2005. Loài này phân bố ở vùng Tân nhiệt đới.